# Emma d'Hawaï
Titre
Reine consort d'Hawaï
19 juin 1856 – 30 novembre 1863
(7 ans, 5 mois et 11 jours)
Signature
Emma Kalanikaumakaʻamano Kaleleonālani Naʻea Rooke, dit la reine Emma, née le 2 janvier 1836 et morte le 25 avril 1885 à Honolulu, est l'épouse du roi Kamehameha IV et ainsi reine consort du royaume d'Hawaï de 1856 à sa mort en 1863. Après les décès successifs de son fils et de son époux, elle est une candidate potentielle au trône entre 1872 et 1873, lors de la crise de succession qui survient avec le décès du roi Kamehameha V (1872) puis celui du roi Lunalilo (1874). Cependant, la majorité des membres de la noblesse lui préfère le prince Kalākaua, cousin éloigné des rois d'Hawaï, qui accède au trône en février 1874 malgré les contestations des partisans de la reine Emma.
Par sa mère, la reine Emma est également la petite-fille de John Young, conseiller du roi Kamehameha Ier, et la nièce de Keoni Ana, premier ministre du royaume entre 1846 et 1857. Elle est également l'arrière-petite-nièce de Kamehameha Ier.

## Jeunesse

### Origines

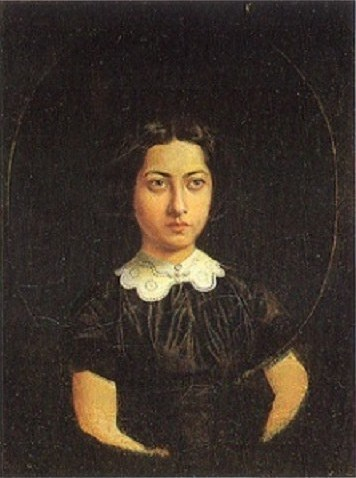
Portrait de la jeune Emma.

Emma est née le 2 janvier 1836 à Honolulu et était surnommé souvent Emalani (« Emma royale »). Son père était le noble George Naea et sa mère était Fanny Kekelaokalani Young, elle-même fille de l'ancien conseiller du premier roi d'Hawaï Kamehameha Ier, John Young, et demi-sœur de Keoni Ana, Kanehoa, Grace Kamaikui, James Kanehoa et Robert Young. Elle a été élevée selon la tradition hawaïenne du hānai par sa tante maternelle sans enfant.

### Éducation
Emma a grandi dans le manoir anglais de ses parents, la Rooke House, à Honolulu. Elle a fait ses études à la Royal School, qui a été créée par des missionnaires américains. D'autres membres de la famille royale hawaïenne fréquentant l'école comprenaient plusieurs héritiers à la Couronne dont le futur époux d'Emma.
Comme ses autres camarades de classe, Bernice Pauahi, David Kalākaua et Lydia Liliʻuokalani, Emma était interculturelle - à la fois hawaïenne et euro-américaine dans ses habitudes. Lorsque l'école a fermé, le père d'Emma a embauché une gouvernante anglaise, Sarah Rhodes von Pfister, pour donner des cours à sa jeune fille. Il a également encouragé la lecture de sa vaste bibliothèque. En tant qu'écrivain, il a influencé l'intérêt d'Emma pour la lecture et les livres. À 20 ans, elle était une jeune femme accomplie. Physiquement, elle était mince, de taille moyenne, avec de grands yeux noirs. Ses talents musicaux en tant que chanteuse, pianiste et danseuse étaient bien connus. Elle était également une excellente cavalière.

## Vie conjugale et règne

### Mariage

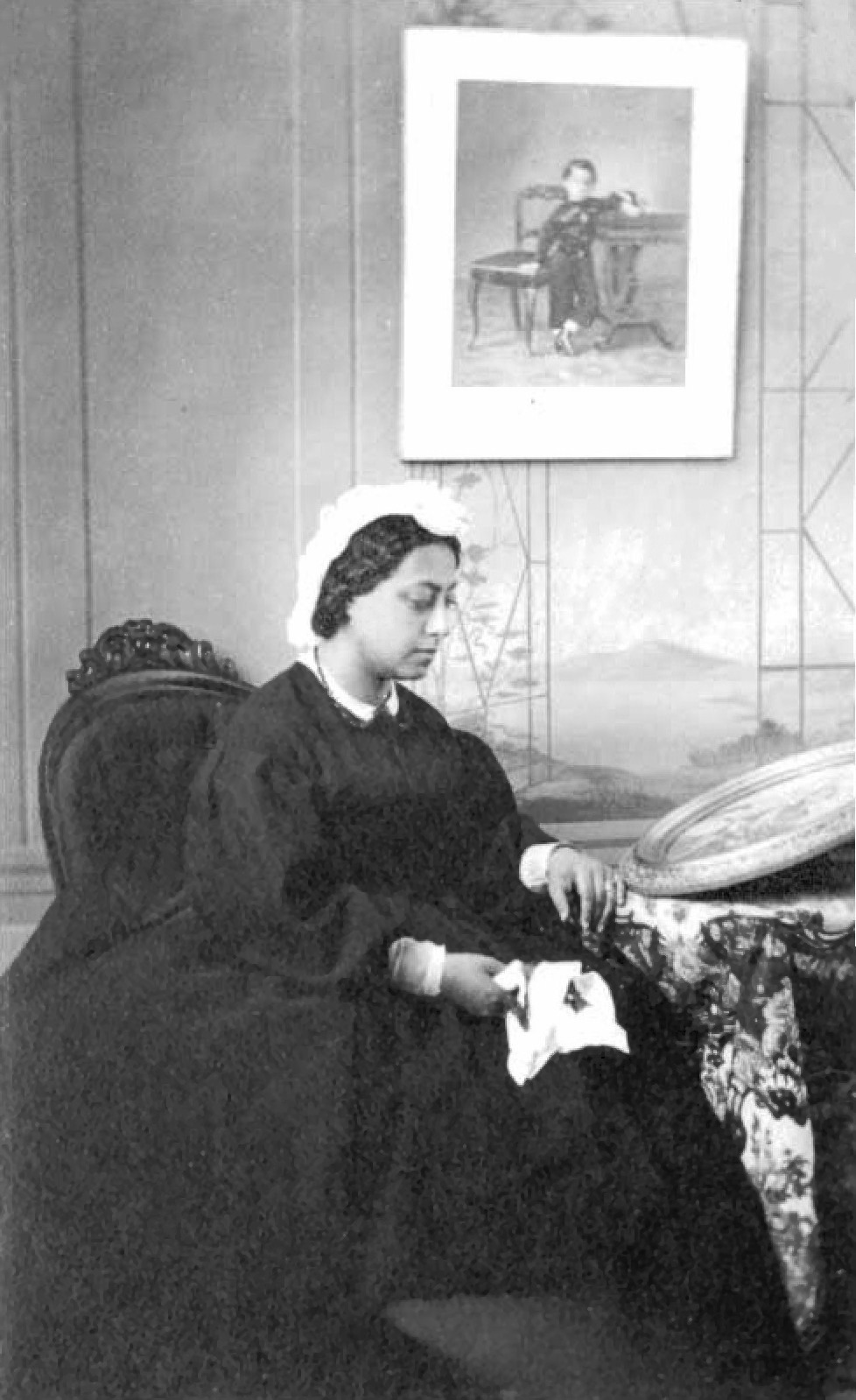
Photographie de la reine Emma avec le portrait de son fils décédé.

En 1854, le roi Kamehameha III s'éteint après 25 années de règne. Son successeur n'est autre que son neveu, Alexander Liholiho qui prend le nom de Kamehameha IV. Un an plus tard, le nouveau souverain prit la main de la jeune Emma, qu'il avait rencontrée dans son enfance à l'école royale. Le mariage fut apparemment heureux, car le roi et la reine partageaient des intérêts communs comme le goût pour l'opéra, la littérature et le théâtre. Après s'être mariés le 19 juin 1856, le couple royal donne naissance à son unique enfant le 20 mai 1858, le prince Albert Kamehameha, dont la reine Victoria est la marraine.

### Décès de son fils
Mais le bonheur du couple ne dure pas. Le jeune prince meurt le 27 août 1862 à l'âge de 4 ans. Le roi pensait qu'il était responsable de la mort du prince parce qu'il lui avait donné une douche froide pour le refroidir. Son état de santé s'est aggravé et le prince est décédé. La cause de la mort du prince est inconnue : à l'époque, on croyait qu'il s'agissait d'une « fièvre cérébrale » ou méningite.
Le 11 septembre 1859, le roi tira sur Henry Neilson, son secrétaire et l'un de ses amis les plus proches. Kamehameha IV avait entendu une rumeur selon laquelle Neilson avait une liaison avec la reine Emma et après avoir bu abondamment a tiré sur son ami dans la poitrine. À la suite de la fusillade, le roi s'excusa auprès de Neilson et lui fournit l'usage d'une de ses résidences royales pour le reste de sa vie.

## Veuvage

### Mort du roi
Malade, Kamehameha IV meurt d'asthme chronique le 30 novembre 1863. N'ayant plus d'enfant, il est remplacé par son frère, qui devient le roi Kamehameha V. Lors de ses funérailles, huit cents enfants et enseignants ont marché pour lui dire au revoir. Il a été enterré avec son fils au mausolée royal d'Hawaï le 3 février 1864.

### Voyages à l'étranger

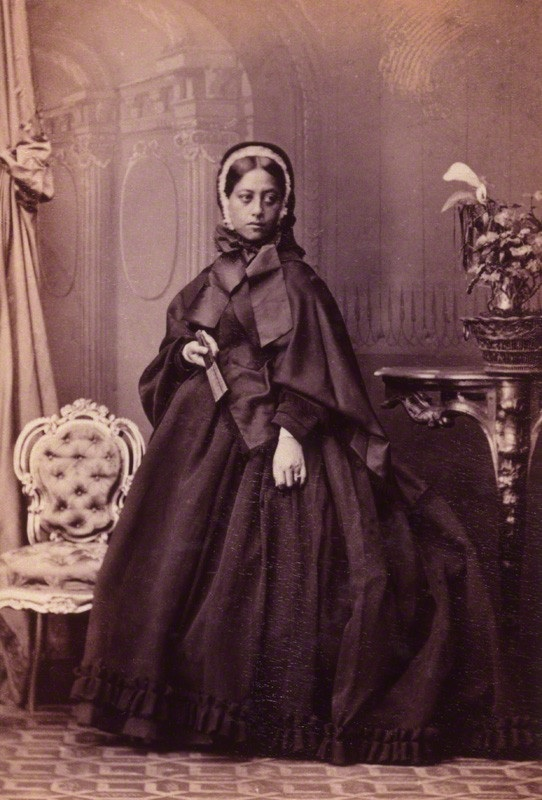
Emma d'Hawaï. Photographie de Camille Silvy.

Après le décès de son époux, la désormais reine douairière décide d'entamer une série de voyages à l'étranger. De 1865 à 1866, elle a voyagé en Angleterre puis aux États-Unis pour sa santé et pour aider la mission anglicane en plein essor à Hawaï. Elle visite Londres et passe l'hiver à Hyères sur la Rivera française, puis visite le nord de l'Italie et le sud de l'Allemagne avant de découvrir Paris. Elle retourne à Londres en juin 1866 et fait du tourisme en Irlande avant de s'embarquer pour New York. Pendant son séjour en Europe, elle rencontre la reine Victoria, l'empereur Napoléon III et son épouse l'impératrice Eugénie, le grand-duc Frédéric II de Bade et sa mère la grande-duchesse Louise et d'autres membres de la famille royale, des dignitaires du gouvernement et du clergé anglican.
Aux États-Unis, elle est reçue le 14 août 1866 par le président Andrew Johnson et la première dame Eliza McCardle Johnson à la Maison Blanche. C'est la visite officielle d'une reine à la résidence présidentielle américaine. Le secrétaire d'État William H. Seward accueille la reine chez lui et lui offre un dîner officiel le 18 août. Le soir suivant, elle assiste à un dîner privé à la Maison Blanche avec le président, sa famille et Seward. Après avoir visité Washington, elle poursuit avec les chutes du Niagara et le Canada. Pour son retour, le gouvernement des États-Unis envoie l'USS Vanderbilt à San Francisco pour la ramener à Honolulu.

## Prétendante au trône

### La succession de Kamehameha V
Après le décès de Kamehameha IV, le royaume sombre lentement vers une crise de succession. Le nouveau roi, Kamehameha V, célibataire, n'a pas non plus d'enfants légitimes. Dans un premier temps, il désigne sa sœur cadette, l'influente Victoria Kamāmalu, comme son héritière. Mais cette dernière meurt également sans descendance en 1866. La sœur aînée du roi, la princesse Ruth Keelikolani, refuse de prendre part à la succession au trône depuis le décès soudain de son fils en 1859 ce qui fragilise une fois de plus l'ordre de succession. N'ayant pas d'autres options, le roi se penche vers son autre sœur, Bernice Pauahi. Sur son lit de mort en 1872, Kamehameha V affirme de nouveau sa volonté de voir Pauahi lui succéder. Mais, décontenancée, cette dernière lui répond finalement : « Non, non, pas à moi, ne pense pas à moi. Je n'en ai pas besoin. » Le roi insista mais elle refusa de nouveau le trône : « Oh non, ne pense pas à moi. Il y en a d'autres. » Kamehameha V mourut une heure plus tard. Le refus de Pauahi entraîna une crise pour la succession du dernier petit-fils du roi Kamehameha Ier.

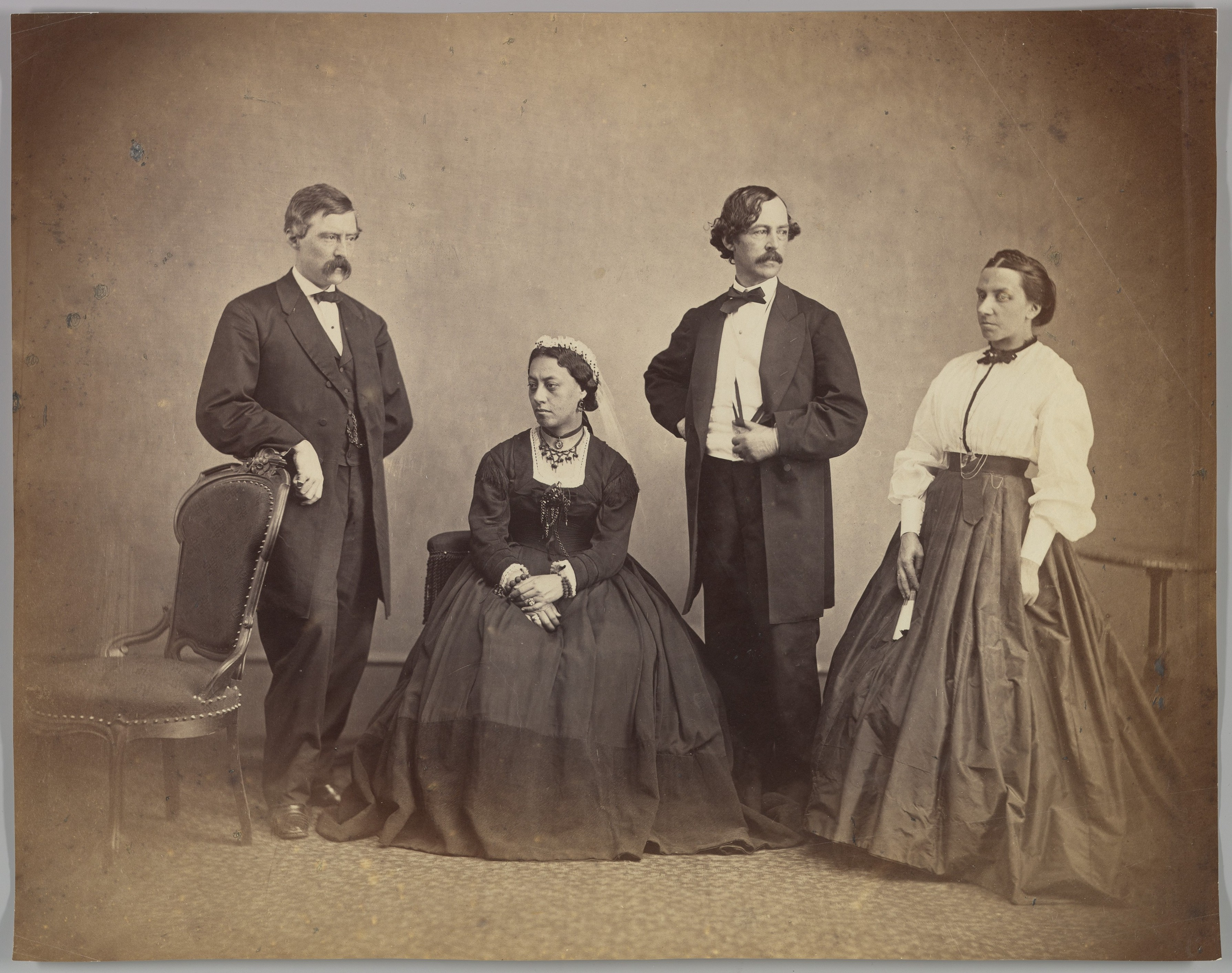
La reine douairière photographiée avec son entourage.

Entre les décès soudains et les refus, la famille royale est de plus en plus faible et fragile. Les grands nobles du royaume décident alors de désigner un successeur légitime au souverain le plus rapidement possible. Le prince David Kalākaua, cousin en ligne indirecte des descendants de Kamehameha est l'un des principaux prétendants. Certains songent également à la reine douairière Emma qui malgré le fait qu'elle n'appartienne pas à la lignée royale semble être un choix crédible et favorable à une transition pacifique. Cependant, ni Kalākaua ni la reine Emma ne vont l'emporter. La réalité est que la branche directe des Kamehameha compte encore un dernier descendant, Lunalilo, arrière-petit-fils de Kamehameha Ier. Sans doute sans grande surprise que la noblesse se tourne vers lui. Il devient officiellement roi d'Hawaï le 8 janvier 1873.
Malgré cette nouvelle accession au trône, la crise dynastique ne semble cependant pas encore terminée. Le dernier monarque descendant de Kamehameha est fils unique et n'a pas encore de descendants directs ce qui inquiète une partie de la noblesse. Lunalilo tente de les rassurer mais il refuse lui-même de désigner un prince apparenté à la famille royale en tant que successeur désigné, étant persuadé de pouvoir encore donner des enfants à la Couronne. Cependant le destin ne laisse pas le temps au nouveau roi pour donner des héritiers. Vers août 1873, Lunalilo contracte un rhume sévère qui se développe en tuberculose pulmonaire. Dans l'espoir de retrouver sa santé, il déménage à Kailua-Kona. Quelques mois plus tard, le 3 février 1874, il meurt de la tuberculose à l'âge de 39 ans, à Haimoeipo, sa résidence privée de Honolulu. Son règne n'a duré qu'un an et vingt-cinq jours.

### La succession de Lunalilo
Ainsi, la crise de succession perdure avec le décès de Lunalilo, dernier descendant de Kamehameha Ier. Les sœurs des anciens rois, Bernice Pauahi et Ruth Keelikolani, refusent toujours d'accéder au trône ; ces dernières n'ayant également pas de descendance. La veuve de Lunalilo, Auhea, refuse également de succéder à son défunt époux. Le choix de la noblesse se réduit alors au prince Kalākaua et à la reine douairière Emma. Débute alors une campagne féroce pour le pouvoir entre les deux prétendants. La candidature d'Emma est agréable à de nombreux Hawaïens autochtones, non seulement parce que son époux, Kamehameha IV, était membre de la dynastie des Kamehameha, mais elle était également plus proche du premier roi d'Hawaï, Kamehameha Ier, que son adversaire Kalākaua. En politique étrangère, elle (comme son mari) était pro-britannique tandis que Kalākaua, bien qu'étant pro-hawaïenne et quelque peu pro-britannique, penchait davantage vers les États-Unis. Elle souhaitait également vivement mettre fin à la dépendance d'Hawaï à l'égard de l'industrie américaine et donner aux autochtones hawaïens une voix plus puissante au sein du gouvernement. Alors que le peuple soutenait Emma, l'Assemblée législative et la Chambre des nobles, qui a en fait élu le nouveau monarque, favorise Kalākaua, qui est désigné comme roi. La nouvelle de la défaite de la reine a provoqué une émeute à grande échelle dans laquelle treize législateurs soutenant Kalākaua ont été blessés ; l'un d'eux est finalement décédé des suites de ses blessures. Afin de réprimer la perturbation civile, les troupes américaines et britanniques stationnées sur des navires de guerre dans le port d'Honolulu ont été débarquées avec la permission du gouvernement hawaïen et les émeutiers ont été arrêtés. Kepelino, secrétaire particulier de la reine Emma, et partisan de ses droits à la royauté, est également emprisonné.

## Fin de vie

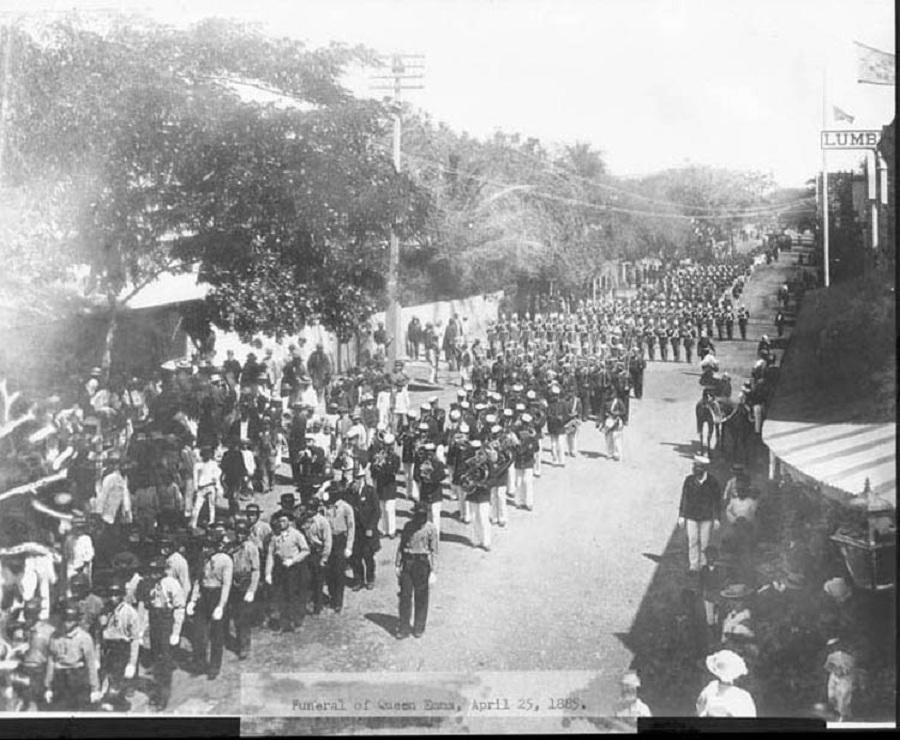
Funérailles de la reine Emma (1885).

En 1883, la reine Emma subit le premier de plusieurs petits accidents vasculaires cérébraux et décède deux ans plus tard, le 25 avril 1885, à l'âge de 49 ans.
Elle fut d'abord mise en état dans sa maison ; mais Alexander Cartwright et quelques-uns de ses amis ont déplacé le cercueil à l'église de Kawaiaha'o, affirmant que sa maison n'était pas assez grande pour les funérailles. Ce n'était évidemment pas populaire auprès des responsables de l'église, puisqu'il s'agissait de la Congrégation. La reine Emma avait été une partisane de la mission anglicane et était épiscopalienne. La reine en place, Liliʻuokalani, a déclaré qu'elle « ne montrait aucun respect pour le caractère sacré du lieu ». Cependant, pour le service funèbre, l'évêque Alfred Willis de l'Église anglaise a officié dans l'église congrégationaliste avec son rituel. Elle a reçu une procession royale et a été enterrée dans le mausolée royal d'Hawaï connu sous le nom de Mauna 'Ala, à côté de son mari et de son fils.